# Odontocera monostigma
Odontocera monostigma là một loài bọ cánh cứng trong họ Cerambycidae.